# موارد التعليم المفتوحة
موارد التعليم المفتوحة (بالإنجليزية: Open Educational Resources) هي موارد تدريس وتعليم وبحث متوفرة للجميع كملك عام أو كمشاع، أو تم إصدارها باستخدام رخصة ملكية فكرية معينة تسمح بتوزيع وتعديل هذه الموارد والتعاون مع الآخرين لإعادة آستخدامها – ولو لأهداف تجارية –.
موارد التعليم المفتوحة تشمل العديد من المواد مثل الكتب الدراسية المجانية، مواد تعليمية، محاضرات صوتية ومرئية، امتحانات، برامج حاسوب والعديد من الأدوات أو التقنيات التي تستخدم في نقل المعرفة ولها تأثير واضح على أساليب التدريس والتعليم وتكون متوفرة للاستخدام مجانا. إن موارد التعليم المفتوحة ليست فقط مواد تعليمية مجانية بَل إنها أيضا العملية الأساسية المفتوحة، والخلاقة والتعاونية التي تُمكن التطور السريع والمستمر في جودة التعليم والتدريس.
موارد التعليم المفتوحة هي فكرة ناضحة للتطور في المستقبل، حيث يتم دعمها بازدياد من قبل مجتمع تعليمي نشيط يشمل العديد من أفضل وأشهر أساتذة الجامعات العالمية حول العالم. هذا الدعم يعطي موارد التعليم المفتوحة العديد من المكاسب من حيث الجودة والتنوع. تتوفر لدى صناع القرار الأكاديميين والمسؤولين الحكوميين على جميع المستويات (المجالس التشريعية، مؤسسات الحكم المحلي) فرصة منقطعة النظير من أجل تطوير التعليم والرقي بجودته، وأيضاً خفض تكلفته، وذلك عبر الإستثمار في موارد التعليم المفتوحة. إن الإستثمار في موارد التعليم المفتوحة يؤدي إلى نتائج إيجابية مضاعفة حيث أن كمية مواد التعليم المجانية ذات الجودة العالية ستزداد وستكون متوفرة مجانا للعامة، أضف إلى ذلك سهولة الوصول إلى المواد التعليمية بسهولة.